# Cristina Ónega Salcedo
Cristina Ónega Salcedo (Madrid, 1975) és una periodista espanyola. Filla del també periodista Fernando Ónega, es llicencià en periodisme per la Universitat San Pablo CEU. Inicià la seva carrera periodística a l'Agència EFE, Onda Cero i l'agència Servimedia. El 1997 entrà a la secció de política nacional del Canal 24 Horas. L'any següent s'incorporà a la redacció dels telenotícies en l'àmbit de la informació de justícia i tribunals. El 2005 va rebre el premi Periodisme Jurídic del Col·legi d'Advocats de Madrid i el premi Mariano José de Larra al periodista menor de 30 anys, atorgat per l'Associació de la Premsa de Madrid.
Des de juliol de 2012 va ser la cap de l'àrea de nacional dels informatius de Televisió Espanyola (TVE) en substitució d'Esteve Crespo. Tot i haver aconseguit el lideratge dels informatius durant el 2013, els informatius de TVE van rebre acusacions de manipulació, subjectivitat i parcialitat per part de la majoria de grups polítics, excepte el Partit Popular. Alguns mitjans van denunciar les tensions que els directius de TVE van tenir amb la periodista per decantar la línia editorial del Telediario cap als interessos del govern espanyol. El 8 de gener de 2014 s'anuncià que seria la cap de premsa del Consell General del Poder Judicial d'Espanya.